# شارمیلا تاگور
شارمیلا تاگور (متولد ۸ دسامبر ۱۹۴۴) بازیگر و مدل اهل هند است. نام کنونی وی «عایشه سلطانا» است.

## فیلم‌شناسی
فهرست برخی از فیلم‌هایی که شارمیلا تاگور در آن‌ها به ایفای نقش پرداخته‌است:
- میسیسیپی ماسالا
- تضاد
- اکلاویا
- تصویر ۸×۱۰
- دزدکی دزدکی
- عاشق آواره
- میهن‌پرست
- آخر حماقت
- سواتی
- قهرمان
- عبادت
- روز و شب در جنگل
- شرکت محدود
- لکه
- بعد از تفریح
- فصل
- غیرانسانی
- بیا در آغوشم
- دیوار
- بی‌همتا
- جوانه کشمیر
- همدم من دوست من
- یقین
- ساتیاکم
- نیو دهلی تایمز
- کاخ رؤیاها
- عطر
- موفق باشید
- رو در رو
- لذت آشرام
- جفت روح من
- نمکین
- دوباره در جنگل
- گل‌مور
- بی‌شخصیت
- داستان